# Franco Caselli
Franco Antonio Caselli (San Isidro, Argentina, 3 de diciembre de 1990) es un empresario y dirigente deportivo argentino e italiano. Presidió el Burgos Club de Fútbol, convirtiéndose en su asunción en el presidente más joven de la historia de un equipo del fútbol español.

## Biografía
Franco Caselli nació el 3 de diciembre de 1995 en San Isidro, Provincia de Buenos Aires. Hijo de Antonio Caselli y Laura Castillo y nieto de Esteban "Cacho" Caselli, Franco comenzó a meterse en la vida de los clubes de fútbol a muy temprana edad.  Realizó un Master FIFA en Derecho y Gestión Deportiva justo antes de comenzar su carrera en el ámbito político y dirigencial.

## River Plate
Junto con su padre, Antonio Caselli, siempre estuvieron muy involucrados en la vida política y social del Club Atlético River Plate. Franco se transformó en el presidente de la Juventud Primero River.
En las elecciones para presidente del Club Atlético River Plate en 2017, Franco ofició como jefe de campaña de su padre, Antonio Caselli, quien se postuló a presidente y finalmente perdió frente a la fórmula de Rodolfo D'Onofrio. Antonio Caselli se transformó en el segundo candidato más votado de la historia de River Plate.  

#### Resultados elecciones River Plate 2017
| Candidato                   | Candidato                   | Agrupación                          | Votos  | %       |
| --------------------------- | --------------------------- | ----------------------------------- | ------ | ------- |
|                             | Rodolfo D'Onofrio           | Un equipo, un Presidente para River | 14 099 | 74,70%  |
|                             | Antonio Caselli             | Primero River                       | 2 840  | 15,04%  |
|                             | Carlos Trillo               | Vamos con Trillo                    | 1 414  | 7,49%   |
|                             | Leonardo Barujel            | River de todos                      | 471    | 2,49%   |
| Total de votos válidos      | Total de votos válidos      | Total de votos válidos              | 18 824 | 99,75%  |
| Votos nulos y blancos       | Votos nulos y blancos       | Votos nulos y blancos               | 48     | 0,25%   |
| Total de empadronados       | Total de empadronados       | Total de empadronados               | 64 340 | 64 340  |
| Total de mesas              | Total de mesas              | Total de mesas                      | 65     | 65      |
| Total de sufragios emitidos | Total de sufragios emitidos | Total de sufragios emitidos         | 18 872 | 100,00% |

## Burgos Club de Fútbol
En mayo de 2019, Antonio Caselli adquirió el 90 % de las acciones del Burgos Club de Fútbol. En diciembre de ese mismo año, Franco fue nombrado de manera unánime (primera vez en la historia) por la Junta General de Accionistas del Burgos CF como presidente de la institución, transformándose con 23 años y 364 días en el presidente más joven de la historia del fútbol español.
En la era de los Caselli se relanzó la Fundación Burgos Club de Fútbol, a cargo de Julián Alonso y Candela Blanco. 
También finalizaron las reformas llevadas a cabo por el Ayuntamiento de Burgos en el Estadio Municipal El Plantío, en el que se invirtieron 5.938.923 euros por parte del consistorio.
A su vez, el Burgos Club de Fútbol y el Club Deportivo Nuestra Señora de Belén firmaron un acuerdo para crear el primer equipo femenino, que a partir de la temporada 2020 militará en la Segunda División del Fútbol Femenino.

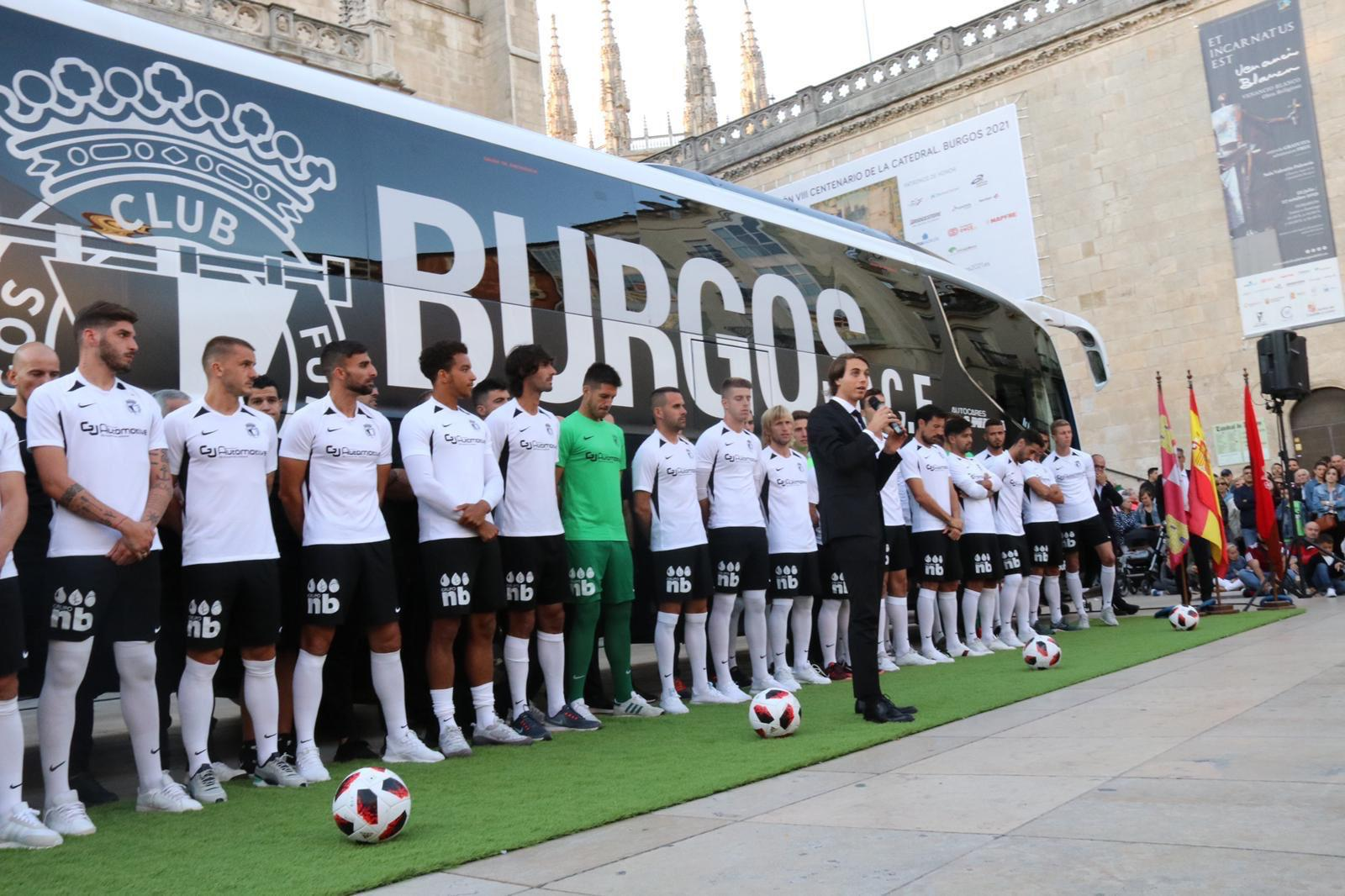
Franco Caselli en la presentación del equipo para la Temporada 2019-2020 en la plaza de la Catedral de Burgos

Caselli llevó adelante un convenio histórico para la ciudad de Burgos, unificando con el CD Burgos Promesas, el otro club de la ciudad española, todo el fútbol burgalés. A partir del acuerdo, todos los equipos de las categorías inferiores pasarán a llamarse Burgos CF Promesas.
Otra de sus primeras gestiones fue volver a conseguir a la marca de equipamiento deportivo Adidas como vestimenta oficial del Burgos Club de Fútbol, la misma que tenía el equipo a finales de la década de 1970 cuando se encontraba en Primera División. Además, el Club consiguió el patrocinio más alto de su historia y el más alto de la categoría, al acordar con el holding SR Investments Group en 2020.
En la previa de la temporada 2019-2020, el Club batió su récord histórico de abonados y se registraron más de 7000 abonados. Se superó la barrera de los 4503 del 2001, cuando competía en Segunda luego de haber conseguido el título en la temporada 2000-2001 de Segunda B, que lo llevó a la Segunda División de La Liga.  
Con su marcada historia en el ecosistema riverplatense, Caselli logró traer de refuerzos de la talla de Marcelo Barovero y Leonardo Pisculichi, dos ídolos del Club Atlético River Plate con un paso exitoso por el club argentino. 
El Burgos CF finalizó el 2020, la primera temporada con Caselli como presidente, con diez partidos ganados, nueve empatados y nueve perdidos. Michu asumió como director deportivo en diciembre de 2019 luego de que César Traversone fuera destituido. El equipo acabó en la 8.ª posición del Grupo 2 de la Segunda División B, logrando clasificarse para la Copa del Rey. Por lo que la temporada 2020-21 retornará a la competición que no disputa desde 2016, participando de la misma por decimoquinta vez en su historia.
El 3 de diciembre de 2020, Caselli se convirtió en nuevo vocal de la Federación de Castilla y León de Fútbol, estamento presidido por el burgalés Marcelino Maté.
El 7 de julio de 2021, Caselli dejó la presidencia y la propiedad del Burgos Club de Fútbol. Bajo su mandato el equipo regresó a la Segunda División luego de veinte años.